# 강신욱 (경제학자)
강신욱(姜信昱, 1966년 ~ )은 대한민국의 제17대 통계청장이다.

## 학력
- 숭실고등학교
- 서울대학교 경제학과 학사
- 서울대학교 대학원 경제학 석사
- 서울대학교 대학원 경제학 박사

## 경력
- 정책기획위원회 전문위원
- 고령화 및 미래사회위원회 경제산업팀장
- 국제노동기구 초빙연구원
- 국제노동기구 초빙연구원
- ~ 2018년 8월 : 한국보건사회연구원 선임연구위원
- 2018년 8월 ~ 2020년 12월 : 제17대 통계청장